# KBC MUSIC PROGRAM "FUZZ"
KBC MUSIC PROGRAM "FUZZ"（ケー・ビー・シーミュージックプログラム ファズ）は九州朝日放送（KBCラジオ）で2023年4月3日から放送開始のラジオの音楽番組。

## 概要
音楽の発信・聴き方が多様化している中で、メジャーやインディーズのアーティストを一切問わず、オールジャンルで「アンテナに引っかかる」楽曲を紹介する番組。
これまで19時台から21時台に放送されていた『居酒屋 清子』が、パーソナリティを務めていた清子女将の海外留学により閉店（番組終了）、さらに『PAO-N』の放送時間変更などに伴い、17:55からの4時間枠を確保し大型音楽番組を編成することになった。
制作には『ドォーモ×ラジオ』のスタッフが携わっており、ドォーモ×ラジオと当番組は事実上の姉妹番組となっている。

## 放送時間
- 毎週月曜日 17:55-22:00
  - 2024年3月までは21:55。直後のKBCニュース枠がなくなり5分拡大されている。
  - 18:20ごろからは『PAO〜N(カチタカ!)』内で放送されていた『薩摩酒造presents 食べたい!飲みたい!小雪ったい!』を内包。
  - 18:30-18:45は通年でラジオドラマ『ミヤリサン製薬 ラジオ劇場 下町ロケット』→『ミヤリサン製薬 ラジオ劇場 アキラとあきら』を放送するため、ナイターオフシーズンの18:45-19:00は『ココロのオンガク 〜music for you〜』→『みんなの音楽室』を放送するため一時中断（事実上内包）。
  - ナイターシーズンで『KBCホークスナイター』が月曜に放送される場合、当番組はナイター中継終了後から開始（開始時刻の目安は21:00）。21:55までに試合が終了しない場合は当番組は休止となるが、次番組『オールナイトニッポン MUSIC10』に飛び乗るまでの数分間、パーソナリティーによるトークが挟まれる。なお、これまでの放送時間最短記録は、2023年7月10日放送分の1分10秒（21:53:40頃から21:54:50頃まで。radikoなどの番組表上ではこの日の番組は休止扱いとなっている）。[2]
  - 2024年9月23日は当初4時間のフルバージョンで放送予定だったが、この日の試合で福岡ソフトバンクホークスがリーグ優勝を決める可能性があることから急遽『KBCホークスナイター』を編成。中継終了後に当番組を放送する予定としていた。しかしホークスが優勝を決めたため、当番組を完全休止として『MANDAN』ベースの優勝特番が放送された。[3][4]

## パーソナリティ
- コウズマユウタ
- 坂口カンナ

CROSS FM「UP↑UP↑」木曜日も同コンビで担当していた（2021年4月-2024年3月）。